# Markus Lyra
Markus Ludvig Lyra, född 3 augusti 1945 i Helsingfors, död 30 september 2024, var en finländsk diplomat.
Lyra, som blev student från Svenska normallyceum i Helsingfors 1965 och politices kandidat 1970, var ordförande för socialdemokratiska studentförbundet 1969 och chefredaktör för Studentbladet 1971. Han anställdes vid utrikesministeriet 1973, blev attaché i London 1978 och utrikessekreterare 1980, då han också tjänstgjorde som sekreterare vid den finländsk-sovjetiska tekniskt-vetenskapliga samarbetskommissionen. Han utsågs 1983 till ambassadsekreterare i Moskva, dit han återvände som ambassadör 1996–2000. Under mellantiden var han 1990–1993 generalkonsul i Sankt Petersburg. Han var chef för utrikesministeriets politiska avdelning 2000–2004, blev politisk understatssekreterare 2005 och Finlands ambassadör i Stockholm 2010. Han deltog i beredningen av regeringens redogörelse för Finlands säkerhets- och försvarspolitik 2004.

## Utmärkelser
- Kommendörstecknet av Finlands Lejons orden,  6 december 1997[5]
- Ryska vänskapsorden,  3 november 2000[6]
- Kommendörstecknet av I klass av Finlands Lejons orden,  6 december 2006[5]

[Redigera Wikidata]